# HMS Southwold (L10)
«Саутволд» (L10) (англ. HMS Southwold (L10) — військовий корабель, ескортний міноносець типу «Хант» «II» підтипу Королівського військово-морського флоту Великої Британії за часів Другої світової війни.
«Саутволд» був закладений 18 червня 1940 року на верфі компанії J. Samuel White, Коуз. 9 жовтня 1941 року увійшов до складу Королівських ВМС Великої Британії.

## Відео
- HMS Southwold Malta nov 2010 [Архівовано 17 жовтня 2013 у Wayback Machine.]